# Horváth Lajos (játékvezető)
Horváth Lajos (Szolnok, 1924 – 2002) magyar nemzetközi labdarúgó-játékvezető. Egyéb foglalkozása: MÁV-lakatos

## Pályafutása

### Nemzeti játékvezetés
1957-től országos, NB II-es, majd 1960-tól NB I-es játékvezető. Az aktív nemzeti játékvezetéstől 1967-ben vonult vissza.

### Nemzetközi játékvezetés
A Magyar Labdarúgó-szövetség Játékvezető Bizottsága (JB) terjesztette fel nemzetközi játékvezetőnek, a Nemzetközi Labdarúgó-szövetség (FIFA) 1961-től tartotta nyilván bírói keretében. Több nemzetek közötti válogatott és klubmérkőzést vezetett, vagy működő társának partbíróként segített. Az aktív nemzetközi játékvezetéstől 1965-ben búcsúzott. Válogatott mérkőzéseinek száma: 3.

## Sikerei, díjai
1963-ban a sportvezetők és az ellenőrök javaslata alapján az Év Játékvezetője címet érdemelte ki.

## Külső hivatkozások
- Horváth Lajos. World Referee. [2016. március 4-i dátummal az eredetiből archiválva]. (Hozzáférés: 2013. február 4.)
- Horváth Lajos. footballzz.com. (Hozzáférés: 2013. február 4.)
- Horváth Lajos. eu-football.info. (Hozzáférés: 2013. február 4.)